# Real de Ángeles
Real de Ángeles är en ort i Mexiko.   Den ligger i kommunen Noria de Ángeles och delstaten Zacatecas, i den centrala delen av landet, 400 km nordväst om huvudstaden Mexico City. Real de Ángeles ligger 2 269 meter över havet och antalet invånare är 165.
Terrängen runt Real de Ángeles är platt åt nordost, men åt sydväst är den kuperad. Real de Ángeles ligger uppe på en höjd. Runt Real de Ángeles är det ganska glesbefolkat, med 34 invånare per kvadratkilometer. Närmaste större samhälle är Loreto, 19,7 km sydväst om Real de Ángeles. Omgivningarna runt Real de Ángeles är i huvudsak ett öppet busklandskap.